# アダム・ラパツキ

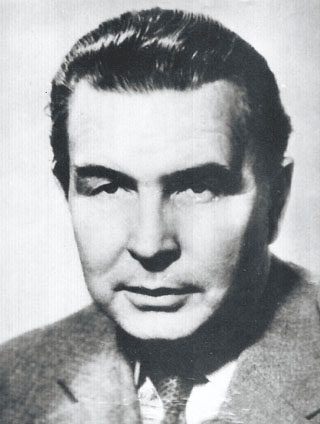
アダム・ラパツキ

アダム・ラパツキ（ポーランド語: Adam Rapacki, 1909年12月24日 ルヴフ（リヴィウ） - 1970年10月10日）はポーランドの政治家。

## 生涯
フランス、イタリアで学んだ。ポーランド社会党に入り、協同組合運動で活躍した。第二次世界大戦中、戦争捕虜としてドイツ軍に抑留された。1948年ポーランド統一労働者党に入り、1950年-1956年高等教育相、1956-1968年外相を務める。西側諸国との外交・文化・経済関係の改善のために努力した。1957年10月に中欧非核地帯案（ラパツキ案 Rapacki-Plan）を提唱し「ポーランドの外交的自立を目ざそうとするもの」として注目を浴びる。1968年、反ユダヤ主義に反対して解任された。